# Lista de municípios de Toledo
Esta é uma lista dos 204 municípios da província espanhola de Toledo na comunidade autónoma de Castela-Mancha.
| Nome                          | Pop. (2002) |
| ----------------------------- | ----------- |
| Ajofrín                       | 2,174       |
| Alameda de la Sagra           | 2,890       |
| Albarreal de Tajo             | 638         |
| Alcabón                       | 656         |
| Alcañizo                      | 318         |
| Alcaudete de la Jara          | 1,829       |
| Alcolea de Tajo               | 777         |
| Aldea en Cabo                 | 165         |
| Aldeanueva de Barbarroya      | 792         |
| Aldeanueva de San Bartolomé   | 571         |
| Almendral de la Cañada        | 401         |
| Almonacid de Toledo           | 806         |
| Almorox                       | 2,198       |
| Añover de Tajo                | 4,682       |
| Arcicóllar                    | 553         |
| Argés                         | 2,784       |
| Azután                        | 340         |
| Barcience                     | 113         |
| Bargas                        | 7,078       |
| Belvís de la Jara             | 1,692       |
| Borox                         | 2,310       |
| Buenaventura                  | 525         |
| Burguillos de Toledo          | 1,112       |
| Burujón                       | 1,302       |
| Cabañas de la Sagra           | 1,345       |
| Cabañas de Yepes              | 258         |
| Cabezamesada                  | 478         |
| Calera y Chozas               | 3,774       |
| Caleruela                     | 288         |
| Calzada de Oropesa            | 591         |
| Camarena                      | 2,452       |
| Camarenilla                   | 518         |
| El Campillo de la Jara        | 498         |
| Camuñas                       | 1,746       |
| Cardiel de los Montes         | 173         |
| Carmena                       | 817         |
| El Carpio de Tajo             | 2,151       |
| Carranque                     | 1,927       |
| Carriches                     | 285         |
| El Casar de Escalona          | 1,019       |
| Casarrubios del Monte         | 3,325       |
| Casasbuenas                   | 235         |
| Castillo de Bayuela           | 1,005       |
| Cazalegas                     | 1,190       |
| Cebolla                       | 2,955       |
| Cedillo del Condado           | 1,651       |
| Los Cerralbos                 | 453         |
| Cervera de los Montes         | 377         |
| Ciruelos                      | 367         |
| Cobeja                        | 1,859       |
| Cobisa                        | 2,109       |
| Consuegra                     | 10,167      |
| Corral de Almaguer            | 5,584       |
| Cuerva                        | 1,322       |
| Chozas de Canales             | 1,163       |
| Chueca                        | 254         |
| Domingo Pérez                 | 475         |
| Dosbarrios                    | 2,083       |
| Erustes                       | 203         |
| Escalona                      | 2,228       |
| Escalonilla                   | 1,398       |
| Espinoso del Rey              | 600         |
| Esquivias                     | 3,966       |
| La Estrella                   | 392         |
| Fuensalida                    | 7,981       |
| Gálvez                        | 3,118       |
| Garciotum                     | 158         |
| Gerindote                     | 1,928       |
| Guadamur                      | 1,617       |
| La Guardia                    | 2,365       |
| Las Herencias                 | 724         |
| Herreruela de Oropesa         | 407         |
| Hinojosa de San Vicente       | 485         |
| Hontanar                      | 123         |
| Hormigos                      | 410         |
| Huecas                        | 497         |
| Huerta de Valdecarábanos      | 1,708       |
| La Iglesuela                  | 427         |
| Illán de Vacas                | 5           |
| Illescas                      | 11,736      |
| Lagartera                     | 1,762       |
| Layos                         | 302         |
| Lillo                         | 2,858       |
| Lominchar                     | 1,180       |
| Lucillos                      | 499         |
| Madridejos                    | 10,629      |
| Magán                         | 1,227       |
| Malpica de Tajo               | 1,940       |
| Manzaneque                    | 503         |
| Maqueda                       | 493         |
| Marjaliza                     | 309         |
| Marrupe                       | 143         |
| Mascaraque                    | 474         |
| La Mata                       | 978         |
| Mazarambroz                   | 1,219       |
| Mejorada                      | 1,183       |
| Menasalbas                    | 2,986       |
| Méntrida                      | 2,356       |
| Mesegar de Tajo               | 231         |
| Miguel Esteban                | 4,894       |
| Mocejón                       | 4,235       |
| Mohedas de la Jara            | 578         |
| Montearagón                   | 463         |
| Montesclaros                  | 414         |
| Mora                          | 9,587       |
| Nambroca                      | 2,794       |
| La Nava de Ricomalillo        | 718         |
| Navahermosa                   | 4,128       |
| Navalcán                      | 2,192       |
| Navalmoralejo                 | 72          |
| Los Navalmorales              | 2,618       |
| Los Navalucillos              | 2,717       |
| Navamorcuende                 | 724         |
| Noblejas                      | 3,081       |
| Noez                          | 802         |
| Nombela                       | 906         |
| Novés                         | 1,566       |
| Numancia de la Sagra          | 2,980       |
| Nuño Gómez                    | 211         |
| Ocaña                         | 6,544       |
| Olías del Rey                 | 4,598       |
| Ontígola                      | 1,469       |
| Orgaz                         | 2,671       |
| Oropesa                       | 2,716       |
| Otero                         | 188         |
| Palomeque                     | 453         |
| Pantoja                       | 2,683       |
| Paredes de Escalona           | 113         |
| Parrillas                     | 424         |
| Pelahustán                    | 338         |
| Pepino                        | 1,041       |
| Polán                         | 3,435       |
| Portillo de Toledo            | 2,068       |
| La Puebla de Almoradiel       | 5,507       |
| La Puebla de Montalbán        | 7,319       |
| La Pueblanueva                | 2,076       |
| El Puente del Arzobispo       | 1,502       |
| Puerto de San Vicente         | 261         |
| Pulgar                        | 1,306       |
| Quero                         | 1,267       |
| Quintanar de la Orden         | 9,935       |
| Quismondo                     | 1,328       |
| El Real de San Vicente        | 991         |
| Recas                         | 2,941       |
| Retamoso                      | 149         |
| Rielves                       | 537         |
| Robledo del Mazo              | 493         |
| El Romeral                    | 854         |
| San Bartolomé de las Abiertas | 470         |
| San Martín de Montalbán       | 727         |
| San Martín de Pusa            | 767         |
| San Pablo de los Montes       | 2,103       |
| San Román de los Montes       | 788         |
| Santa Ana de Pusa             | 368         |
| Santa Cruz de la Zarza        | 4,511       |
| Santa Cruz del Retamar        | 1,825       |
| Santa Olalla                  | 2,595       |
| Santo Domingo-Caudilla        | 758         |
| Sartajada                     | 119         |
| Segurilla                     | 1,004       |
| Seseña                        | 5,345       |
| Sevilleja de la Jara          | 1,060       |
| Sonseca                       | 9,845       |
| Sotillo de las Palomas        | 194         |
| Talavera de la Reina          | 79,916      |
| Tembleque                     | 2,157       |
| El Toboso                     | 2,088       |
| Toledo                        | 70,893      |
| Torralba de Oropesa           | 260         |
| La Torre de Esteban Hambrán   | 1,531       |
| Torrecilla de la Jara         | 299         |
| Torrico                       | 883         |
| Torrijos                      | 10,219      |
| Totanés                       | 374         |
| Turleque                      | 925         |
| Ugena                         | 2,003       |
| Urda                          | 3,081       |
| Valdeverdeja                  | 765         |
| Valmojado                     | 2,527       |
| Velada                        | 2,430       |
| Las Ventas con Peña Aguilera  | 1,420       |
| Las Ventas de Retamosa        | 935         |
| Las Ventas de San Julián      | 247         |
| La Villa de Don Fadrique      | 4,132       |
| Villacañas                    | 9,543       |
| Villafranca de los Caballeros | 5,253       |
| Villaluenga de la Sagra       | 2,678       |
| Villamiel de Toledo           | 475         |
| Villaminaya                   | 619         |
| Villamuelas                   | 741         |
| Villanueva de Alcardete       | 3,469       |
| Villanueva de Bogas           | 832         |
| Villarejo de Montalbán        | 91          |
| Villarrubia de Santiago       | 2,839       |
| Villaseca de la Sagra         | 1,573       |
| Villasequilla                 | 2,308       |
| Villatobas                    | 2,235       |
| El Viso de San Juan           | 1,320       |
| Los Yébenes                   | 6,138       |
| Yeles                         | 1,574       |
| Yepes                         | 4,395       |
| Yuncler                       | 2,063       |
| Yunclillos                    | 618         |
| Yuncos                        | 4,372       |